# اشلی هانتر
اشلی هانتر (انگلیسی: Ashley Hunter؛ زادهٔ ۲۹ سپتامبر ۱۹۹۵) بازیکن فوتبال اهل بریتانیا است.
از باشگاه‌هایی که در آن بازی کرده‌است می‌توان به باشگاه فوتبال فلیتوود و باشگاه فوتبال ایلکستون اشاره کرد.